# 2020년 하계 올림픽 럭비
2020년 하계 올림픽 럭비는 2021년 7월 26일부터 7월 31일까지 일본 도쿄 스타디움에서 열린다. 남녀 12팀씩 총 24개 팀이 이번 대회에 참가한다. 본래 2020년에 열릴 예정이었으나 올림픽 대회 자체가 코로나19 범유행으로 연기되면서 미뤄졌다.

## 경기 방식
2019년 럭비 월드컵 개최장소이기도 했던 도쿄 스타디움에서 남자부와 여자부 경기가 모두 열린다. 남자부는 2021년 7월 26일부터 28일까지, 여자부는 7월 29일부터 31일까지 열린다. 2016년 리우올림픽 때와는 정반대로 남자부가 먼저 열리고, 여자부는 그 다음에 열린다.
두 경기 모두 사흘씩으로 동일하며 한 경기일에 두 시간대로 나뉘어 진행된다. 오전 경기는 오전 9시에 시작되어 12시까지 진행되며, 오후 경기는 오후 4시 30분부터 오후 7시까지 진행된다. 메달 결정전은 오후 시간대에 진행된다.

## 예선 요약
다음은 올림픽 본선 진출 현황이다.
| 국가                 | 남자 | 여자 | 선수 |
| -------------------- | ---- | ---- | ---- |
| 아르헨티나           | Yes  |      | 12   |
| 오스트레일리아       | Yes  | Yes  | 24   |
| 브라질               |      | Yes  | 12   |
| 캐나다               | Yes  | Yes  | 24   |
| 중화인민공화국       |      | Yes  | 12   |
| 피지                 | Yes  | Yes  | 24   |
| 프랑스               |      | Yes  | 12   |
| 영국                 | Yes  | Yes  | 24   |
| 아일랜드             | Yes  |      | 12   |
| 케냐                 | Yes  | Yes  | 24   |
| 일본                 | Yes  | Yes  | 24   |
| 뉴질랜드             | Yes  | Yes  | 24   |
| 러시아 올림픽 위원회 |      | Yes  | 12   |
| 남아프리카 공화국    | Yes  |      | 12   |
| 대한민국             | Yes  |      | 12   |
| 미국                 | Yes  | Yes  | 24   |
| 총합 16개국          | 12   | 12   | 288  |

### 남자
| 종목                               | 날짜                              | 장소         | 쿼터 | 진출국            |
| ---------------------------------- | --------------------------------- | ------------ | ---- | ----------------- |
| 개최국                             | 빈칸                              | 빈칸         | 1    | 일본              |
| 2018–19 세계 럭비 시리즈           | 2018년 11월 30일 – 2019년 6월 2일 | 세계 각지    | 4    | 피지              |
| 2018–19 세계 럭비 시리즈           | 2018년 11월 30일 – 2019년 6월 2일 | 세계 각지    | 4    | 미국              |
| 2018–19 세계 럭비 시리즈           | 2018년 11월 30일 – 2019년 6월 2일 | 세계 각지    | 4    | 뉴질랜드          |
| 2018–19 세계 럭비 시리즈           | 2018년 11월 30일 – 2019년 6월 2일 | 세계 각지    | 4    | 남아프리카 공화국 |
| 2019년 남아메리카 예선 토너먼트전  | 2019년 6월 29일~30일              | 산티아고     | 1    | 아르헨티나        |
| 2019년 RAN 세븐스                  | 2019년 7월 6일~7일                | 조지타운     | 1    | 캐나다            |
| 2019년 유럽 예선 토너먼트전        | 2019년 7월 13일~14일              | 콜로미에     | 1    | 영국              |
| 2019년 오세아니아 럭비 선수권 대회 | 2019년 11월 7일~9일               | 수바         | 1    | 오스트레일리아    |
| 2019년 아프리카 남자 럭비 대회     | 2019년 11월 8일~9일               | 요하네스버그 | 1    | 케냐              |
| 2019년 아시아 예선 토너먼트전      | 2019년 11월 23일~24일             | 인천광역시   | 1    | 대한민국          |
| 2020년 최종 올림픽 예선 토너먼트전 | 2021년 6월 19일~20일              | 모나코       | 1    | 아일랜드          |
| 총합                               | 총합                              | 총합         | 총합 | 12                |

### 여자
| 대회                                    | 날짜                               | 장소      | 쿼터 | 진출국         |
| --------------------------------------- | ---------------------------------- | --------- | ---- | -------------- |
| 개최국                                  | 빈칸                               | 빈칸      | 1    | 일본           |
| 2018–19 세계 럭비 여자 시리즈           | 2018년 10월 20일 ~ 2019년 6월 16일 | 세계 각지 | 4    | 뉴질랜드       |
| 2018–19 세계 럭비 여자 시리즈           | 2018년 10월 20일 ~ 2019년 6월 16일 | 세계 각지 | 4    | 미국           |
| 2018–19 세계 럭비 여자 시리즈           | 2018년 10월 20일 ~ 2019년 6월 16일 | 세계 각지 | 4    | 캐나다         |
| 2018–19 세계 럭비 여자 시리즈           | 2018년 10월 20일 ~ 2019년 6월 16일 | 세계 각지 | 4    | 오스트레일리아 |
| 2019년 남아메리카 예선 토너먼트전       | 2019년 6월 1일~2일                 | 리마      | 1    | 브라질         |
| 2019년 RAN 여자 럭비 대회               | 2019년 7월 6일~7일                 | 조지타운  | 0    | —              |
| 2019년 유럽 예선 토너먼트전             | 2019년 7월 13일~14일               | 카잔      | 1    | 영국           |
| 2019년 아프리카 여자 럭비 대회          | 2019년 10월 12일~13일              | 제말      | 1    | 케냐           |
| 2019년 오세아니아 여자 럭비 선수권 대회 | 2019년 11월 7일~9일                | 수바      | 1    | 피지           |
| 2019년 아시아 예선 토너먼트전           | 2019년 11월 9일~10일               | 광저우    | 1    | 중국           |
| 2020년 최종 올림픽 예선 토너먼트전      | 2021년 6월 19일~20일               | 모나코    | 2    | 프랑스         |
| 2020년 최종 올림픽 예선 토너먼트전      | 2021년 6월 19일~20일               | 모나코    | 2    | ROC            |
| 총합                                    | 총합                               | 총합      | 총합 | 12             |

1. 1 2  영국은 잉글랜드가 우승하면서 진출권을 따냈지만 적용 대상은 영국 전체이기 때문에 스코틀랜드, 웨일스 출신 선수도 선발할 수 있다.
2. ↑  아일랜드 럭비 국가대표팀은 아일랜드 섬 전체를 대표하며, 해당 단체로 뛸 때에는 ' 아일랜드' 하는 식으로 IRFU의 공식기를 들고 참가한다. 하지만 올림픽에서는 아일랜드 올림픽 위원회를 대표하기 때문에 아일랜드 공화국 국기를 들고 참가한다. 다만 북아일랜드 출신 선수들은 아일랜드 공화국에 속해 있지는 않아도 상관없이 뛸 수 있는데, 이는 벨파스트 협정에서 아일랜드 혈통이든 영국 혈통이든 북아일랜드 사람이면 아일랜드 공화국 국적을 자동으로 지닐 수 있도록 했기 때문이다.
3. 1 2  미국과 캐나다 모두 2018-19 세계 럭비 여자 시리즈에서 상위 4위 내에 진입하면서 RAN 대회 우승국 대상 진출권은 최종 올림픽 예선 토너먼트전에서 주어지는 것으로 넘어갔다.
4. ↑  남아프리카 공화국은 예선 토너먼트전에서 우승했지만 대륙별 토너먼트전 지정에 반하는 정책 탓에 탈락했다. 대신 2등을 차지한 케냐가 올림픽 본선에 진출했다.[7]

## 경기 일정
| 예 | 예선 경기 | 순 | 순위 결정전 | 8 | 8강전 | 4 | 4강전 | 동 | 동메달 결정전 | 금 | 금메달 결정전 |

| 남자 | 예 | 예 | 예 | 순 | 8 | 순 | 4 | 순 | 동 | 금 |    |    |    |    |   |    |   |    |    |    |
| 여자 |    |    |    |    |   |    |   |    |    |    | 예 | 예 | 예 | 순 | 8 | 순 | 4 | 순 | 동 | 금 |

## 메달 순위
| 순위 | 국가       | 금메달 | 은메달 | 동메달 | 합계 |
| ---- | ---------- | ------ | ------ | ------ | ---- |
| 1    | 피지       | 1      | 0      | 0      | 1    |
| 2    | 뉴질랜드   | 0      | 1      | 0      | 1    |
| 3    | 아르헨티나 | 0      | 0      | 1      | 1    |
| 합계 | 합계       | 1      | 1      | 1      | 3    |

## 메달리스트
| 종목        | 금 | 은 | 동 |
| ----------- | --- | --- | --- |
| 남자 자세히 | 피지 (FIJ) · 나폴리오니 볼라다 · 빌리모니 보티투 · 멜리 데레날랑이 · 시렐리 망갈라 · 이오세포 마시 · 와이세아 나둥구 · 칼리오네 나소코 · 세미 라드라드라 · 아미니아시 투이맘바 · 아사엘리 투이부아카 · 제리 투와이 · 조수아 바쿠루나빌리 · 지우타 와이닝골로 | 뉴질랜드 (NZL) · 커트 베이커 · 딜런 콜리어 · 스콧 커리 · 앤드루 뉴스텁 · 응가로히 맥가비블랙 · 팀 미컬슨 · 시온 몰리아 · 에테네 나나이세투로 · 톤 응 시우 · 아마나키 니콜 · 윌리엄 워브릭 · 리건 웨어 · 조 웨버 | 아르헨티나 (ARG) · 산티아고 알바레스 · 라우타로 바산 · 루시오 신티 · 펠리페 델메스트레 · 로드리고 에트차르트 · 루시아노 곤살레스 · 로드리고 이스그로 · 산티아고 마레 · 이그나시오 멘디 · 마르코스 모네타 · 마티아스 오사드크수크 · 가스톤 레볼 · 헤르만 슐츠 |
| 여자 자세히 | 뉴질랜드 (NZL) · 미케일라 블라이드 · 켈리 브레이저 · 게일 브로턴 · 테리사 피츠패트릭 · 스테이시 풀러 · 세라 히리니 · 시레이 카카 · 타일라 네이선웡 · 리시 파우리레인 · 앨리나 세일리 · 루비 튀 · 포티아 우드먼                                               | 프랑스 (FRA) · 코랄리 베르트랑 · 안세실 시오파니 · 카롤린 드루앵 · 카미유 그라시노 · 리나 게랭 · 파니 오르타 · 샤농 이자르 · 클로에 자케 · 카를라 네상 · 세파린 오켐바 · 클로에 펠 · 자드 울루툴레              | 피지 (FIJ) · 라베나 카부루 · 라이젤리 다베우아 · 세세니엘리 도누 · 라이사나 리쿠세바 · 루실라 나가사우 · 아나 나이마시 · 알로웨시 나코시 · 로엘라 라디니야부니 · 비니아나 리와이 · 토카사 세니야시 · 바시티 솔리코비티 · 레아피 울루니사우                   |

## 남자 토너먼트전

### 조별전

#### A조
| 순위 | 팀             | 경기 | 승 | 무 | 패 | 득 | 실  | 차   | 승점 | 통과  |
| ---- | -------------- | ---- | -- | -- | -- | -- | --- | ---- | ---- | ----- |
| 1    | 뉴질랜드       | 3    | 3  | 0  | 0  | 99 | 31  | +68  | 9    | 8강전 |
| 2    | 아르헨티나     | 3    | 2  | 0  | 1  | 99 | 54  | +45  | 7    | 8강전 |
| 3    | 오스트레일리아 | 3    | 1  | 0  | 2  | 73 | 48  | +25  | 5    | 8강전 |
| 4    | 대한민국       | 3    | 0  | 0  | 3  | 10 | 148 | −138 | 3    |       |

#### B조
| 순위 | 팀       | 경기 | 승 | 무 | 패 | 득 | 실 | 차  | 승점 | 통과  |
| ---- | -------- | ---- | -- | -- | -- | -- | -- | --- | ---- | ----- |
| 1    | 피지     | 3    | 3  | 0  | 0  | 85 | 40 | +45 | 9    | 8강전 |
| 2    | 영국     | 3    | 2  | 0  | 1  | 65 | 33 | +32 | 7    | 8강전 |
| 3    | 캐나다   | 3    | 1  | 0  | 2  | 50 | 64 | −14 | 5    | 8강전 |
| 4    | 일본 (H) | 3    | 0  | 0  | 3  | 31 | 94 | −63 | 3    |       |

#### C조
| 순위 | 팀                | 경기 | 승 | 무 | 패 | 득 | 실 | 차  | 승점 | 통과  |
| ---- | ----------------- | ---- | -- | -- | -- | -- | -- | --- | ---- | ----- |
| 1    | 남아프리카 공화국 | 3    | 3  | 0  | 0  | 64 | 31 | +33 | 9    | 8강전 |
| 2    | 미국              | 3    | 2  | 0  | 1  | 50 | 48 | +2  | 7    | 8강전 |
| 3    | 아일랜드          | 3    | 1  | 0  | 2  | 43 | 59 | −16 | 5    | 8강전 |
| 4    | 케냐              | 3    | 0  | 0  | 3  | 26 | 45 | −19 | 3    |       |

### 본선

#### 메달 결정전
|  | 8강전                    | 8강전                    |                          |    | 4강전    | 4강전    |  |  | 금메달전 | 금메달전 |
|  |                          |                          |                          |    |          |          |  |  |          |          |
|  | 7월 27일 – 도쿄 스타디움 |                          |                          |    |          |          |  |  |          |          |
|  |                          |                          |                          |    |          |          |  |  |          |          |
|  | 뉴질랜드                 | 21                       |                          |    |          |          |  |  |          |          |
|  | 뉴질랜드                 | 21                       | 7월 28일 – 도쿄 스타디움 |    |          |          |  |  |          |          |
|  | 캐나다                   | 10                       |                          |    |          |          |  |  |          |          |
|  | 캐나다                   | 10                       | 뉴질랜드                 | 29 |          |          |  |  |          |          |
|  | 7월 27일 – 도쿄 스타디움 |                          | 뉴질랜드                 | 29 |          |          |  |  |          |          |
|  |                          | 영국                     | 7                        |    |          |          |  |  |          |          |
|  | 영국                     | 영국                     | 7                        | 26 |          |          |  |  |          |          |
|  | 영국                     |                          | 7월 28일 – 도쿄 스타디움 | 26 |          |          |  |  |          |          |
|  | 미국                     | 21                       |                          |    |          |          |  |  |          |          |
|  | 미국                     | 21                       | 뉴질랜드                 | 12 |          |          |  |  |          |          |
|  | 7월 27일 – 도쿄 스타디움 |                          | 뉴질랜드                 | 12 |          |          |  |  |          |          |
|  |                          | 피지                     | 27                       |    |          |          |  |  |          |          |
|  | 남아프리카 공화국        | 피지                     | 27                       | 14 |          |          |  |  |          |          |
|  | 남아프리카 공화국        | 7월 28일 – 도쿄 스타디움 |                          | 14 |          |          |  |  |          |          |
|  | 아르헨티나               | 19                       |                          |    |          |          |  |  |          |          |
|  | 아르헨티나               | 19                       | 아르헨티나               | 14 |          |          |  |  |          |          |
|  | 7월 27일 – 도쿄 스타디움 |                          | 아르헨티나               | 14 |          |          |  |  |          |          |
|  |                          | 피지                     | 26                       |    | 동메달전 | 동메달전 |  |  |          |          |
|  | 피지                     | 피지                     | 26                       | 19 | 동메달전 | 동메달전 |  |  |          |          |
|  | 피지                     |                          | 7월 28일 – 도쿄 스타디움 | 19 |          |          |  |  |          |          |
|  | 오스트레일리아           | 0                        |                          |    |          |          |  |  |          |          |
|  | 오스트레일리아           | 0                        | 영국                     | 12 |          |          |  |  |          |          |
|  |                          |                          |                          |    |          |          |  |  |          |          |
|  | 아르헨티나               | 17                       |                          |    |          |          |  |  |          |          |
|  | 아르헨티나               | 17                       |                          |    |          |          |  |  |          |          |

## 여자 토너먼트전

### 조별전

#### A조
틀:2020년 하계 올림픽 럭비 여자 A조

#### B조
틀:2020년 하계 올림픽 럭비 여자 B조

#### C조
틀:2020년 하계 올림픽 럭비 여자 C조

### 본선

#### 메달 결정전
2020년 하계 올림픽 럭비 여자

## 같이 보기
- 2020년 하계 패럴림픽 휠체어 럭비